# Rochester Royals 1955-1956
La stagione 1955-56 dei Rochester Royals fu l'8ª nella NBA per la franchigia.
I Rochester Royals arrivarono quarti nella Western Division con un record di 31-41, non qualificandosi per i play-off.

## Roster
| N° | Naz.                   | Ruolo | Sportivo       | Anno | Alt. | Peso |
| -- | ---------------------- | ----- | -------------- | ---- | ---- | ---- |
| 3  | Regno Unito (bandiera) | G     | Chris Harris   | 1933 | 193  | 86   |
| 3  | Stati Uniti (bandiera) | G     | Jack McMahon   | 1928 | 185  | 84   |
| 4  | Stati Uniti (bandiera) | AC    | Connie Simmons | 1925 | 203  | 101  |
| 5  | Stati Uniti (bandiera) | AC    | Don Meineke    | 1930 | 201  | 94   |
| 6  | Stati Uniti (bandiera) | C     | Red Davis      | 1932 | 201  | 100  |
| 7  | Stati Uniti (bandiera) | GA    | Ed Fleming     | 1933 | 191  | 86   |
| 8  | Stati Uniti (bandiera) | AC    | Art Spoelstra  | 1932 | 206  | 100  |
| 9  | Stati Uniti (bandiera) | G     | Bobby Wanzer   | 1921 | 183  | 77   |
| 10 | Stati Uniti (bandiera) | GA    | Jack Twyman    | 1934 | 198  | 95   |
| 12 | Stati Uniti (bandiera) | AC    | Maurice Stokes | 1933 | 201  | 105  |
| 14 | Stati Uniti (bandiera) | G     | Richie Regan   | 1930 | 188  | 88   |
| 15 | Stati Uniti (bandiera) | AC    | Jack Coleman   | 1924 | 201  | 88   |
| 15 | Stati Uniti (bandiera) | AC    | Dick Ricketts  | 1933 | 201  | 98   |

## Staff tecnico
- Allenatore: Bobby Wanzer